# Nandita Das
Nandita Das (Nuova Delhi, 7 novembre 1969) è un'attrice indiana.
Ha raggiunto fama internazionale grazie ai due film di Deepa Mehta Fire ed Earth.
In patria ha recitato in numerose pellicole di Bollywood. Da ricordare anche la sua interpretazione in Provoked, accanto ad attrici del calibro di Aishwarya Rai e Miranda Richardson.

## Filmografia parziale

### Attrice
- Fire, regia di Deepa Mehta (1996)
- Earth, regia di Deepa Mehta  (1998)
- Tempesta di sabbia, regia di Jag Mundhra (2000)
- Pitaah  regia di Mahesh Manjrekar (2002)
- Provoked, regia di Jag Mundhra  (2006)
- Before the Rains, regia di Santosh Sivan  (2007)

### Regista
- Manto (2018)